# توت (ثمرة)
| - Japanese barberries - عنب الأحراج - كشمش أحمرs - Honeysuckle - Gooseberries - Cloudberry - Highbush blueberries - Blackberries |

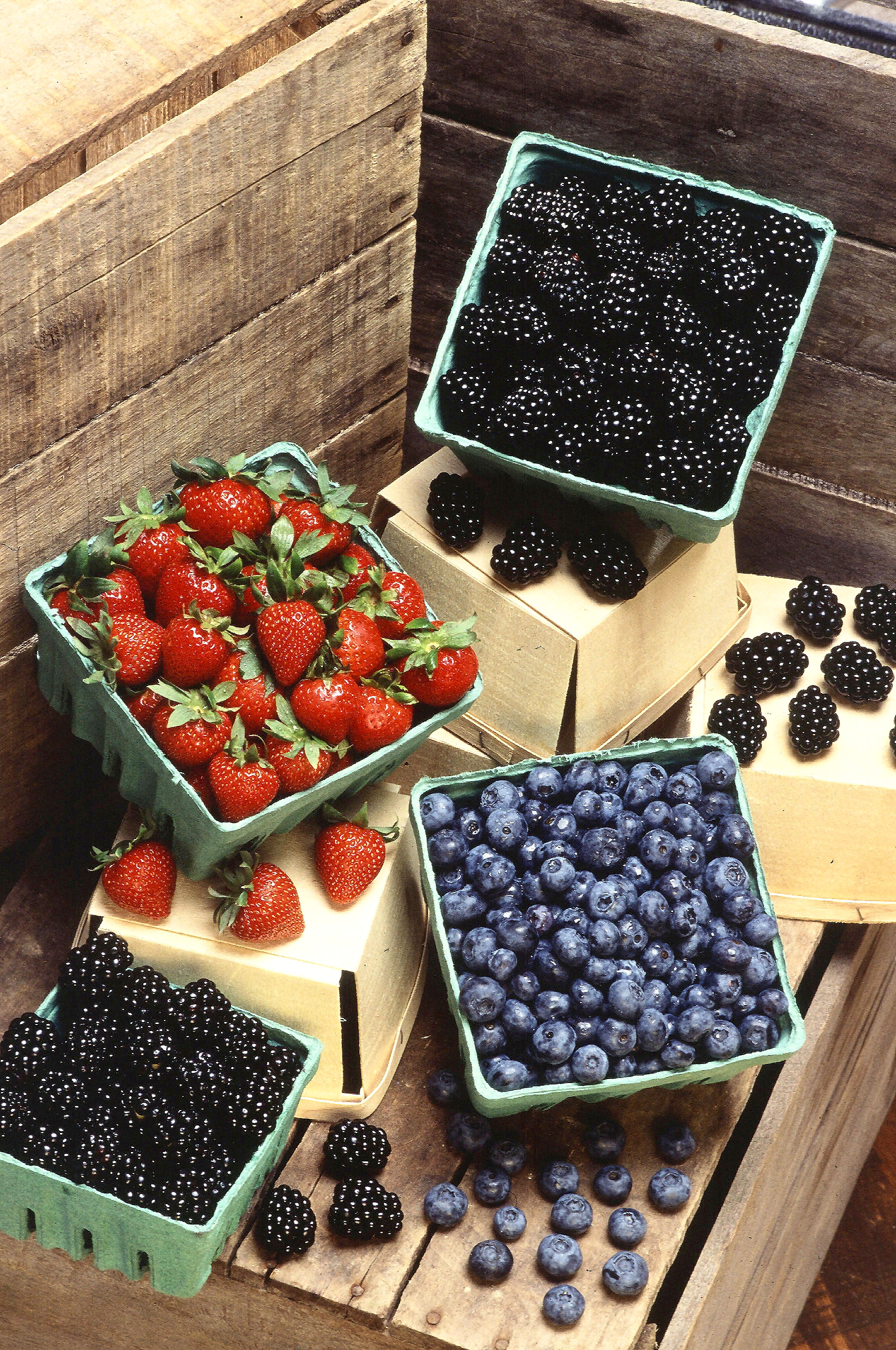

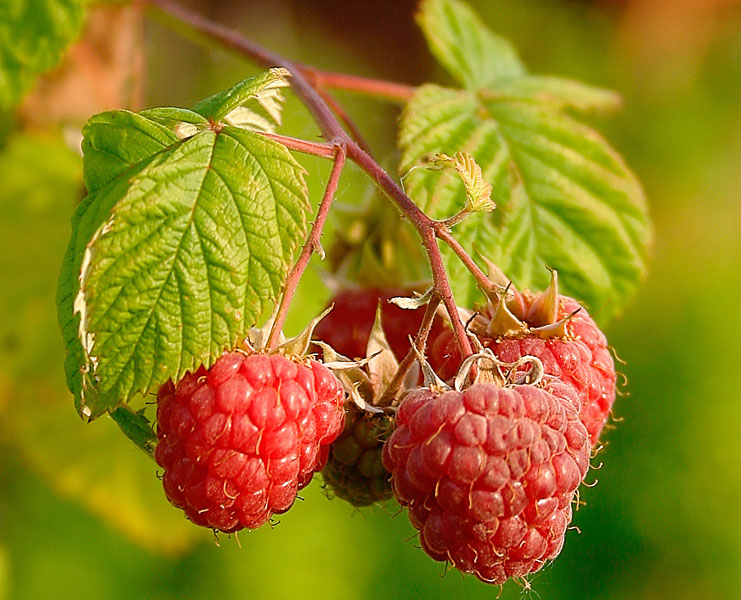
توت العليق

التُّوت أو ثَمَر العُلَّيْق: فاكهة صغيرة، لُبِّية، يُؤكَل أكثرُها. وهي كثيرة العصير، مدورة، زاهية الألوان، حُلْوة أو حامضة أو لاذعة، تخلو من كل حَجَرٍ أو نواة، إلا أنها قد تحوي كثيرًا من البذور أو النَّوَى. ومن الأمثلة الشائعة للتوت بالمعنى الطَبْخيّ: الفراولة، والتوت الأحمر، والتوت الأزرق، والتوت الأسود، والكشمش الأبيض، والكشمش الأسود، والكشمش الأحمر. والفاكهة الطرية في بريطانيا مصطلح في الزراعة يُقال لهذه الفاكهة.
والشائع في مصطلح «التوت» مختلف عن التعريف العلمي أو النباتي للتوت، الذي هو: الفاكهة الناتجة من مَبِيض زهرة واحدة؛ تتطور الطبقة الخارجية لجدار المبيض إلى جزء لحمي يؤكل. والتعريف النباتي يجري على ثَمَراتٍ كثيرة أكثرهم لا يعرفها بالتوت: كالعنب، والطماطم، والخيار، والباذنجان، والموز، والفلفل الحار.والثمار التي يُقال لها "توت" ولكنها مستثناة من التعريف النباتي: الفراولة، والتوت، والعليق الأسود، وهي ثمار مجمعة، والتوت، وهي ثمار مركبة. البطيخ واليقطين من التوت العملاق الذي يندرج تحت فئة «الثمار اللبية». يُقال عن النبات الذي يحمل التوت أنه نبات عصوي أو بكاتي.
يُتناول التوت في جميع أنحاء العالم ويُستخدم غالبًا في إعداد المربى والمعلبات والكعك والفطائر.بعض أنواع التوت لها أهمية تجارية كبيرة. تختلف طرق إنتاج التوت من بلد إلى آخر، كما تختلف أنواع التوت المزروعة عن تلك التي تنمو في البرية. تُربى بعض أنواع التوت مثل التوت الأحمر والفراولة منذ مئات السنين وهي مختلفة عن نظيراتها البرية. في المقابل، هناك أنواع أخرى من التوت، مثل التوت البري والتوت السحابي، تنمو بشكل حصري تقريبًا في البرية.
في حين أن العديد من التوت صالح للأكل، إلا أن بعضها سام للإنسان، مثل نبات الباذنجان القاتل ونبات البوكيويد. كما أن بعض الأنواع الأخرى، مثل التوت الأبيض، والتوت الأحمر،  والتوت الأسود،  سامة عندما يكون غير ناضجة، ولكنها تصبح صالحة للأكل عند النضج.

## التاريخ
لقد كان التوت مصدرًا غذائيًا ذا قيمة كبيرة للبشر منذ ما قبل بداية الزراعة، ولا يزال من بين مصادر الغذاء الأساسية للرئيسيات الأخرى. لقد كان التوت البري بمثابة غذاء موسمي للصيادين والجامعين الأوائل لآلاف السنين، ولا يزال جمع التوت البري نشاطًا شائعًا في أوروبا وأمريكا الشمالية حتى اليوم. مع مرور الوقت، تعلم البشر كيفية تخزين التوت لاستخدامه خلال فصل الشتاء. حيث يمكن تحويله إلى فواكه محفوظة، وتُخلط عند الأمريكيين الأصليين باللحوم والدهون مثل البميكان.
بدأت زراعة التوت أيضًا في أوروبا وبلدان أخرى. زُرعت بعض أنواع التوت الأسود والتوت الأحمر من جنس عليق منذ القرن السابع عشر، بينما زُرع التوت الأزرق والتوت البري ذي القشرة الناعمة من جنس عنبية في الولايات المتحدة لأكثر من قرن من الزمان. في اليابان، بين القرنين العاشر والثامن عشر، كانت مصطلحات ichibigo وichigo تشير إلى العديد من محاصيل التوت. ومع ذلك، فإن التوت الأكثر زراعة في العصر الحديث هو الفراولة، حيث يُنتج عالميًا بكمية تعادل ضعف كمية جميع محاصيل التوت الأخرى مجتمعة.
ذكر الرومان القدماء الفراولة، والذين اعتقدوا أنها تحتوي على خصائص طبية،  ولكنها لم تكن آنذاك عنصرًا أساسيًا في الزراعة. بدأت زراعة الفراولة الغابوية في الحدائق الفرنسية في القرن الرابع عشر. بدأت زراعة فراولة المِسْك، المعروفة أيضًا باسم فراولة هوبوا}}، في الحدائق الأوروبية في أواخر القرن السادس عشر. وفي وقت لاحق، زُرعت فراولة فرجينيا في أوروبا والولايات المتحدة. أما فراولة الحديقة  الأكثر استهلاكًا اليوم، فهي هجين عرضي بين فراولة فرجينيا والفراولة التشيلية . لاحظ بستاني فرنسي لأول مرة حوالي منتصف القرن الثامن عشر أنه عندما تُزرع فراولة فرجينيا وفراولة المِسْك بين صفوف الفراولة التشيلية، تُنتج الأخيرة ثمارًا وفيرة وكبيرة بشكل غير عادي. وبعد فترة وجيزة، بدأ أنطوان نيكولا دوشين في دراسة زراعة الفراولة مما أدى إلى اكتشافات حاسمة في علم تربية النباتات، مثل التكاثر الجنسي للفراولة. لاحقًا، في أوائل القرن التاسع عشر، أنتج مربو الفراولة الإنجليز أصنافًا جديدةً من فراولة الحديقة والتي كانت ذات أهمية كبيرة في زراعة الفراولة في أوروبا،  ومنذ ذلك الحين، أُنتجت مئات الأصناف من خلال برامج زراعة الفراولة.

## التعريف حسب علم النبات
المصطلحات النباتية، التوت هو ثمرة بسيطة تحتوي على بذور ولب، تُنتج من مبيض زهرة واحدة. يتميز التوت بكونه لحميًا في جميع أنحائه ويفتقر إلى «خط ضعف» ينقسم على طوله لإطلاق البذور عند النضج، مما يجعله غير متفتق.
يمكن أن يتطور التوت من مبيض يحتوي على كربلة واحدة أو أكثر، وعادةً ما توجد البذور داخل الجزء اللحمي للمبيض. ومع ذلك، هناك استثناءات، مثل الفلفل، حيث يكون الهواء هو الذي يحيط بالبذور بدلاً من اللب.
الاختلاف بين الاستخدام اليومي والنباتي لمصطلح «التوت» يؤدي إلى ثلاث فئات:
- ثمرة تعد توتًا بموجب كلا التعريفين: تشمل التوت الأزرق، التوت البري، والتوت الأحمر.
- ثمرة تُعد توتًا نباتيًا ولكنها لا تُعرف عادة باسم التوت: مثل الموز[17][18]، الطماطم، العنب، الباذنجان، الكاكي، والبطيخ الأحمر.
- أجزاء نباتية معروفة باسم التوت ولكنها ليست توتاً نباتياً: مثل العليق الأسود، التوت، والفراولة، التي تُعد ثماراً مجمعة[الإنجليزية].

هناك عدة أنواع مختلفة من الثمار يُطلق عليها عادة اسم «التوت»، لكنها ليست توتًا نباتيًا بالمعنى العلمي. العليق، والتوت، والفراولة هي أنواع من الثمار المجمعة ؛ حيث تحتوي على بذور مأخوذة من مبايض مختلفة لزهرة واحدة. على سبيل المثال، في الفواكه المجمعة مثل التوت الأسود، يمكن رؤية «الثمار الصغيرة» الفردية التي تشكل الفاكهة بوضوح. ثمار العليق الأسود يُطلق عليه أحيانًا «توت العليق البري»،  ولكنه نباتيًا يُصنف ثمرة ذات نواة صغيرة أو حسلة، مثل البرقوق أو المشمش. تُنتج أشجار العرعر والطقسوس ثمارًا تُسمى بالتوت، لكنها تختلف عن التوت النباتي، هذه الثمار هي في الواقع مخاريط معدلة تحمل بذورًا. في ثمار العرعر، التي تُستخدم لنكهة الجن، تكون قشور المخروط، التي تكون عادةً صلبة وخشبية في معظم الصنوبريات، ناعمة ولحمية عند النضج. أما التوت الأحمر الزاهي الخاص بأشجار الطقسوس، فيتكون من غلاف لحمي (جفت) يحيط تقريبًا بالبذور التي تُعد سامة.

## الزراعة

هُجن التوت الأحمر لتطوير أصناف من التوت البري تتمتع بصفات مرغوبة.

زُرعت الفراولة في الحدائق في أوروبا منذ القرن الرابع عشر. بدأ تدجين التوت الأزرق في عام 1911، مع إنتاج أول محصول تجاري في عام 1916. أما توت هاكل فلم تُدجن جميع أصنافه بشكل كامل، رغم الجهود التي بُذلت لتدجين التوت البري الغربي ذي الأهمية الاقتصادية خلال الفترة من عام 1994 إلى عام 2010. بالإضافة إلى ذلك، لم تُدجن العديد من الأنواع الأخرى من نبات العنبية، رغم أن بعضها يحمل أهمية تجارية.

### الطرق الزراعية
كما هو الحال مع معظم المحاصيل الغذائية الأخرى، يُزرع التوت تجاريًا باستخدام ممارسات إدارة الآفات التقليدية وإدارة الآفات المتكاملة (IPM). أصبحت التوت المعتمدة عضويًا متاحة على نطاق واسع.:5

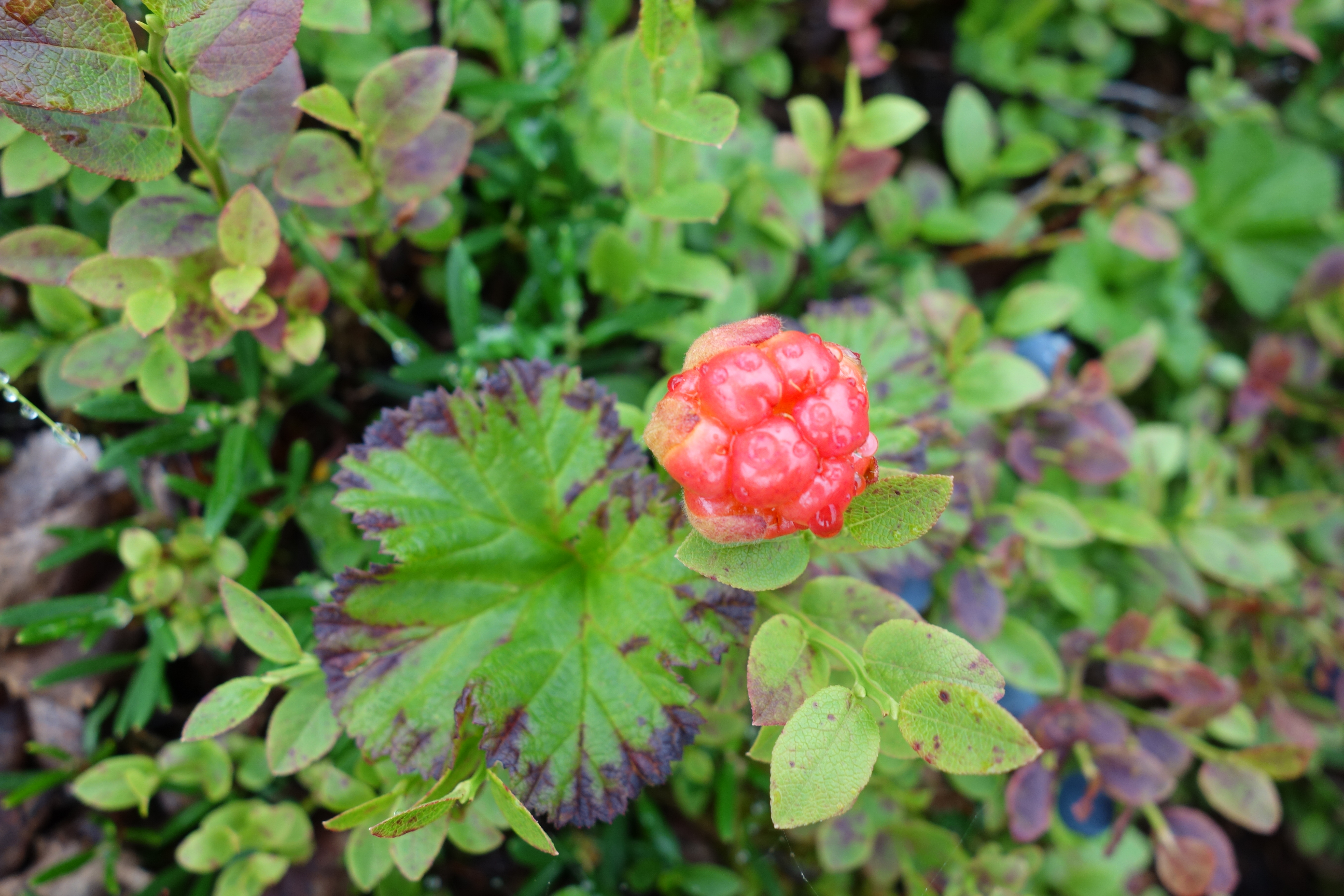
التوت السحابي، نبات مزهر شائع في المناطق المعتدلة الباردة، والتندرا الجبلية والقطبية الشمالية والغابات الشمالية.

تتطلب العديد من ثمار الفاكهة الطرية فترة فترة من درجات الحرارة تتراوح بين 0 و10 درجات مئوية لكسر الخمول. على سبيل المثال، تحتاج الفراولة إلى 200-300 ساعة، والتوت الأزرق إلى 650-850 ساعة، والتوت الأسود إلى 700 ساعة، والتوت الأحمر إلى 800-1700 ساعة، بينما يحتاج الكشمش والكشمش البري إلى 800-1500 ساعة، والتوت البري إلى 2000 ساعة. ومع ذلك، فإن درجات الحرارة المنخفضة جدًا قد تكون مدمرة للمحاصيل: حيث لا تتحمل التوت الأزرق درجات حرارة أقل من −29 درجة مئوية، بينما يمكن للتوت أن يتحمل، حسب الصنف، درجات حرارة تصل إلى −31 درجة مئوية، والتوت الأسود يصاب عند درجات حرارة أقل من −20 درجة مئوية. مع ذلك، فإن الصقيع الربيعي يُعد أكثر ضررًا لمحاصيل التوت مقارنةً بدرجات الحرارة المنخفضة في الشتاء. وتُعتبر المواقع ذات المنحدرات المعتدلة (3-5٪) المواجهة للشمال أو الشرق، في نصف الكرة الشمالي، والقريبة من المسطحات المائية الكبيرة التي تنظم درجة حرارة الربيع، مثالية لتقليل خطر الصقيع الربيعي الذي يضر بالأوراق والأزهار الجديدة. كما تتميز جميع محاصيل التوت بأنظمة جذرية ضحلة. تقترح العديد من مكاتب الإرشاد الجامعية عدم زراعة الفراولة في نفس الموقع لأكثر من خمس سنوات بسبب خطر الإصابة بتعفن الجذور السوداء، الذي كان يُتحكم فيه في الماضي عبر التبخير السنوي ببروميد الميثيل. ولكنه محظور إلى حد كبير الآن. إضافة إلى عدد سنوات الإنتاج، يؤدي ضغط التربة، وتكرار التبخير، واستخدام مبيدات الأعشاب إلى زيادة مخاطر تعفن الجذور السوداء في الفراولة. كما أن محاصيل مثل توت العليق، والتوت الأسود، والفراولة عرضة للإصابة بمرض الذبول الفيراسيليوم.من ناحية أخرى، لا تنمو التوت الأزرق والتوت البري بشكل جيد إذا زاد محتوى الطين أو الطمي في التربة عن 20٪، بينما تتسامح معظم أنواع التوت الأخرى مع مجموعة واسعة من أنواع التربة. وتُعد التربة المثالية لمعظم محاصيل التوت هي التربة الرملية الطينية جيدة التصريف، بدرجة حموضة تتراوح بين 6.2 و6.8، ومحتوى عضوي متوسط إلى مرتفع. ومع ذلك، فإن التوت الأزرق يفضل درجة حموضة تتراوح بين 4.2 و4.8، ويمكن أن ينمو في التربة الطينية، بينما تفضل التوت الأزرق والتوت البري التربة الفقيرة ذات التبادل الكاتيوني المنخفض، ومستويات الكالسيوم والفوسفور الأقل.
تتطلب زراعة معظم التوت عضويًا استخدام تقنيات مناسبة مثل تناوب المحاصيل، واختيار المزيج الصحيح من المحاصيل الغطائية، وزراعة الكائنات الحية الدقيقة المفيدة في التربة. نظرًا لأن التوت الأزرق والتوت البري ينموان في تربة غير مناسبة لمعظم النباتات الأخرى، ولأن الأسمدة التقليدية تُعد سامة لهما، فإن الاهتمام الأساسي عند زراعتهما عضويًا هو إدارة مشكلة الطيور.

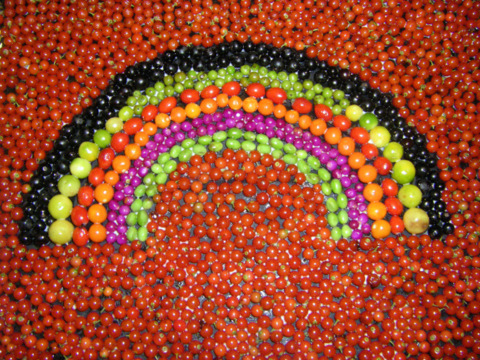
مثال على التباين اللوني في التوت البري (غير الصالح للأكل في الغالب)

تُخزن ثمار الفاكهة الصغيرة بعد الحصاد عمومًا عند رطوبة نسبية تتراوح بين 90% و95% ودرجة حرارة 0 °م. ومع ذلك، فإن التوت البري حساس للصقيع، ويجب تخزينه عند 3 °م (37 °ف). يُعد التوت الأزرق التوت الوحيد الذي يستجيب للإيثيلين، ولكن النكهة لا تتحسن بعد الحصاد، لذا يتطلب نفس المعاملة المستخدمة مع التوت الأخرى. قد يؤدي إزالة الإيثيلين إلى تقليل الأمراض والتلف في جميع أنواع التوت. يؤدي التبريد المسبق لمدة ساعة إلى ساعتين بعد الحصاد إلى درجة حرارة التخزين، والتي تكون عادة 0 °م (32 °ف)، من خلال تبريد الهواء القسري، إلى زيادة عمر تخزين التوت بنحو الثلث. في ظل ظروف التخزين المثالية، تدوم التوت الأحمر والتوت الأسود لمدة تتراوح بين يومين إلى خمسة أيام، بينما تستمر الفراولة من 7 إلى 10 أيام، والتوت الأزرق لمدة تتراوح بين أسبوعين إلى أربعة أسابيع، والتوت البري لمدة تتراوح بين شهرين إلى أربعة أشهر. يمكن شحن التوت في أجواء تحتوي على نسبة عالية من ثاني أكسيد الكربون أو جو معدل بنسبة 10-15% من ثاني أكسيد الكربون، أو 15-20% من ثاني أكسيد الكربون مع 5-10% من الأكسجين، وذلك لزيادة مدة الصلاحية ومنع تعفن العفن الرمادي.

### تربية
أُجريت عديد الاكتشافات في علم تربية التوت في القرن الثامن عشر على يد أنطوان نيكولا دوشين في عمله على الفراولة. في التقنية التقليدية لتربية النباتات، كان يُختار ثمار التوت ذات الخصائص المرغوبة المحددة والسماح لها بالتكاثر الجنسي مع ثمار توت أخرى، ويمكن بعد ذلك اختيار النسل الذي يتمتع بصفات محسنة واستخدامه في مزيد من التهجين. قد تُهجن النباتات بأنواع مختلفة داخل نفس الجنس؛ وقد يكون التهجين بين أجناس مختلفة ممكنًا أيضًا، ولكنه أكثر صعوبة. وقد يسعى التهجين إلى زيادة حجم الثمرة وإنتاجيتها، وتحسين نكهة وجودة محتواها من العناصر الغذائية، مثل مضادات الأكسدة، وتوسيع موسم الحصاد، وإنتاج أصناف مقاومة للأمراض، وتحمل الظروف الحارة أو الباردة، وغيرها من الصفات المرغوبة. وتسمح التطورات في البيولوجيا الجزيئية والهندسة الوراثية باتباع نهج أكثر كفاءة وأفضل استهدافًا في اختيار النمط الوراثي المرغوب فيه، عن طريق الانتقاء بمساعدة الواسمات على سبيل المثال. يمكن أيضًا استخدام تقنيات التعديل الوراثي لتربية التوت.

### التوت الفاكهة الناعمة البستانية
تُضمّن مكاتب الإرشاد الجامعي لمنح الأراضي بعض الفواكه التي لا يشار إليها عادةً باسم التوت وليس دائمًا التوت النباتي في أدلة زراعة التوت، أو في أدلة لتحديد التوت البري المحلي الصالح للأكل وغير الصالح للأكل. تشمل الأمثلة الخوخ البحري والبرسيمون الأمريكي والباوباو وتفاح المحيط الهادئ والتين الشوكي.

## الإنتاج التجاري
تشمل التقارير عن إنتاج التوت التي تقدمها منظمات مثل قاعدة البيانات الإحصائية لمنظمة الأغذية والزراعة الفراولة، والعليق، وعنب الثعلب، والكشمش الأسود والأحمر والأبيض، والتوت الأزرق، والتوت البري، والتوت الأسود، وتوت لوغان، والتوت الهكلي وتوت الدنجبيل وتوت الآس والتوت، وغيرها من ثمار التوت. جنس "العنبية" باعتباره فئة "التوت".
في عام 2005، كان هناك 1.8 مليون فدان (7300 كيلومتر مربع) من الأراضي المزروعة بالتوت في جميع أنحاء العالم، وأُنتج 6.3 مليون طن قصير (5.7 ميجا طن).:4

## الأهمية الطَبْخيّة

### الاستخدام في المخبوزات

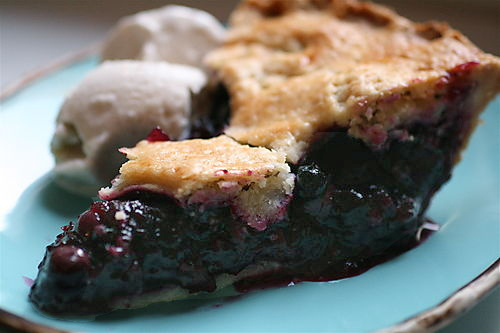
فطيرة التوت

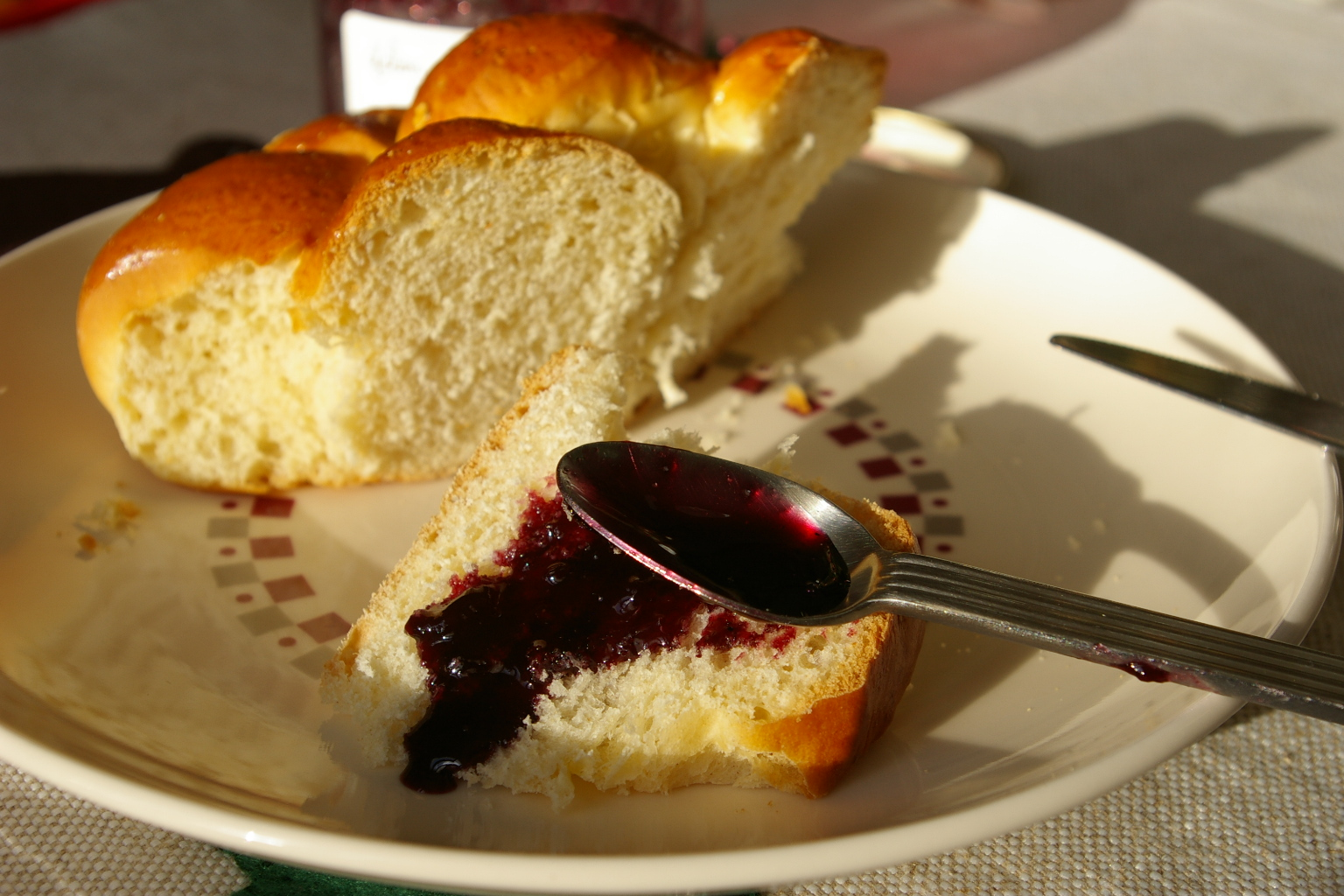

تُستخدم التوت عادةً في الفطائر أو التارتات، مثل فطيرة التوت الأزرق، وفطيرة التوت الأسود، وفطيرة الفراولة.
تُستخدم التوتيات بشكل شائع في الخبز، مثل كعك التوت الأزرق وكعك التوت الأسود وكعك التوت وكعك التوت المقرمش وكعك التوت المتفتت وكعك شاي التوت وكعكات التوت. تُدمج عادةً التوت بالكامل في الخليط للخبز ويُتوخي الحذر في كثير من الأحيان حتى لا ينفجر التوت. قد يكون من الأفضل استخدام التوت المجمد أو المجفف لبعض منتجات التوت المخبوزة. غالبًا ما تُدمج لتوت الطازج أيضًا في حلويات التوت المخبوزة وأحيانًا مع الكريمة، إما كحشوة للحلوى أو كتغطية.

### المشروبات
غالبًا ما تُضاف التوت إلى الماء و/أو عصيره، كما هو الحال في عصير التوت البري، والذي يمثل 95% من استخدام محصول التوت البري وعصير التوت الأزرق وعصير التوت الأحمر وعصير التوت غوجي وعصير الآساي وعصير التوت الأرونيا وعصير الفراولة. النبيذ هو المشروب الرئيس المخمر المصنوع من التوت (العنب). عادة ما يُصنع نبيذ الفاكهة من أنواع أخرى من التوت. في معظم الحالات، يجب إضافة السكريات إلى عصائر التوت في عملية التشعب لزيادة محتوى الكحول في النبيذ. تشمل أمثلة نبيذ الفاكهة المصنوع من التوت ما يلي: نبيذ البلسان ونبيذ الفراولة ونبيذ التوت الأزرق ونبيذ التوت الأسود ونبيذ الكشمش الأحمر ونبيذ التوت البري ونبيذ غوجي ونبيذ التوت البري. تُستخدم التوت في بعض أنواع البيرة، وخاصة الفرامبواز (المصنوع من التوت الأحمر) وبعض أنواع فاكهة اللامبيك الأخرى.

### مجففة

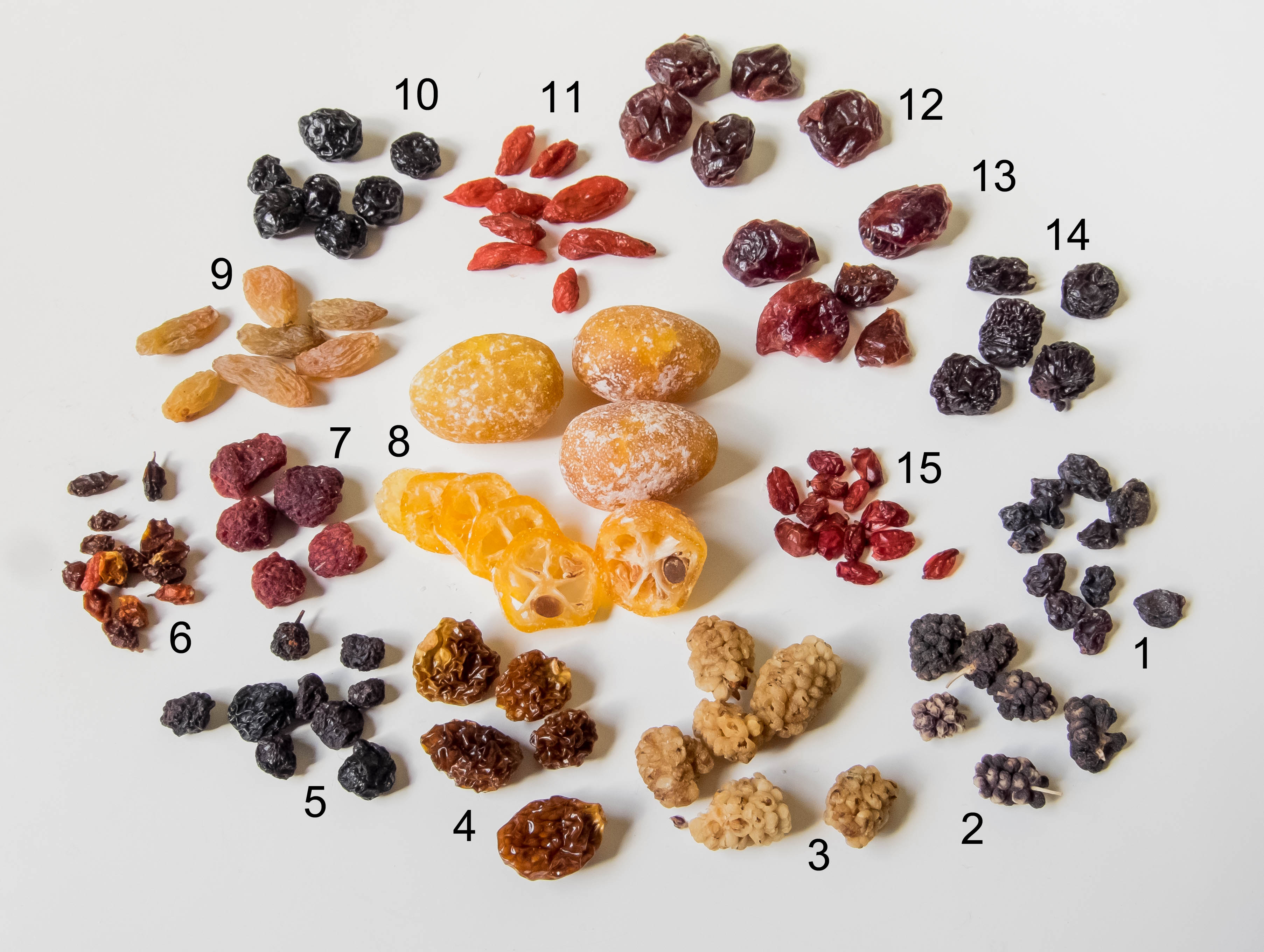
أنواع مختلفة من التوت المجفف

يعتبر الكشمش والزبيب والعنب الكشمشي أمثلة على حبات العنب المجففة، كما يتوفر العديد من التوت الآخر المهم تجارياً في صورة مجففة.

### مربى الفاكهة
التوت هو فاكهة قابلة للتلف ولها مدة صلاحية قصيرة، وتُحفظ عادةً عن طريق التجفيف أو التجميد أو التخليل أو صنع مربى الفاكهة. غالبًا ما يُستخدم التوت مثل التوت الأسود، والتوت الأزرق والتوت البري وعنب الثور والتوت اللوغان والتوت الأحمر والفراولة في المربى والهلام. في الولايات المتحدة، كان الأمريكيون الأصليون «أول من صنع المربى من التوت الأزرق».

### استخدامات أخرى
ابتكر الطهاة فواكه طرية مخللة سريعة التحضير، مثل التوت الأسود،  والفراولة،  والتوت الأزرق. يمكن خفق الفراولة وقليها بسرعة في مقلاة عميقة. يمكن تجميد الصلصات المصنوعة من التوت، مثل صلصة التوت البري، حتى تصبح صلبة ومغطاة بالدقيق ومقلية. صلصة التوت البري هي طعام تقليدي لعيد الشكر، ويمكن صنع صلصات مماثلة من العديد من أنواع التوت الأخرى مثل التوت الأزرق والتوت الأحمر والتوت الأسود والتوت الهكلي.

## في الثقافات
استخدام التوت في بعض الثقافات للصباغة. تحتوي العديد من أنواع التوت على عصائر يمكن أن تترك بقعًا بسهولة، مما يتيح استخدامها صبغةً طبيعيةً. على سبيل المثال، يعتبر التوت الأسود مفيدًا في صنع الأصباغ، وخاصةً عندما تتمكن التوت الناضجة من إطلاق العصير بسهولة لإنتاج تأثير ثابت اللون. تنتج توت العليق، مثل التوت الأسود والتوت الأحمر والعليق الأسود وتوت الندى والتوت اللوغان والتوت البري، ألوان الصبغة. كان يستخدمها الأمريكيون الأصليون في السابق. في هاواي، استخدم التوت الأصلي المسمى "أكالا" لصبغ قماش التابة بألوان اللون الخزامي والوردي، في حين استخدم التوت من زهرة عشترة الزنبقية للتلوين الأزرق، واستخدم التوت من الباذنجان الأسود لإنتاج اللون الأخضر.

## البحث
يخضع استهلاك التوت للبحث الأولي لإمكانية تحسين التغذية والتأثير على الأمراض المزمنة. وجدت دراسة أجريت عام 2016 أن تناول التوت يمكن أن يخفض بشكل كبير مؤشر كتلة الجسم والبروتين الدهني منخفض الكثافة (LDL) وضغط الدم الانقباضي.

## الملاحظات
1. ↑  (بالإنجليزية: soft fruit)
2. ↑  القشرة
3. ↑  (باللاتينية: F. moschata)
4. ↑  {فرن
5. ↑  (باللاتينية: F. ananassa)
6. ↑  (باللاتينية: Fragaria chiloensis)
7. ↑  باستثناء البذور
8. ↑  الأجزاء التناسلية الأنثوية للزهرة